# 메조소프라노
메조소프라노(문화어: 녀성중음, 영어:Mezzo Soprano, 이탈리아어:Mezzo Soprano)는 성악에서 여자의 중간 음역이다. 한 단계 높은 음은 소프라노, 한 단계 낮은 음은 알토라 칭한다.

## 유명한 메조 소프라노
- 마리아 말리브랑
- 지모네 지몬스
- 체칠리아 바르톨리
- 캐서린 젱킨스
- 비욘세
- 이아경
- 김청자
- 백남옥
- 김신자
- 황화자
- 정영자
- 송광선
- 김학남
- 이인숙
- 이혜선
- 정은숙
- 김금희
- 곽신형
- 강화자
- 양계화

## 같이 보기
- 분류:메조소프라노